# Nobody Told Me (single)
"Nobody Told Me" is een postume single van John Lennon uit 1984. De B-kant bevatte "O' Sanity" van Yoko Ono; beide staan op het album Milk and Honey. De promovideo voor de single bestond uit fragmenten uit Lennons andere video's, zoals de meeste postume Lennon-video's.